# 曲通村
曲通村（まがりどおりむら）は、かつて新潟県西蒲原郡にあった村。1906年4月1日の新設合併によって消滅し、現在は新潟市南区の一部となっている。
以下の記述は合併直前当時の旧曲通村に関しての記述であり、現在では名称等が異なる場合がある。なお、ここに記述されていない内容に関しては新潟市などの記事を参照。

## 沿革
- 1889年（明治22年）4月1日 - 町村制施行に伴い西蒲原郡下曲通村、上曲通村が合併し、曲通村が発足。
- 1906年（明治39年）4月1日 - 西蒲原郡秋津村、中合村と合併し、月潟村となり消滅。

## 地域
曲通村は、合併した村名を継承する以下の大字で構成される。
下曲通（しもまがり）
1889年（明治22年）まであった下曲通村の区域。現在の新潟市南区下曲通。
上曲通（かみまがり）
1889年（明治22年）まであった上曲通村の区域。現在の新潟市南区上曲通。